# Rima San Giuseppe

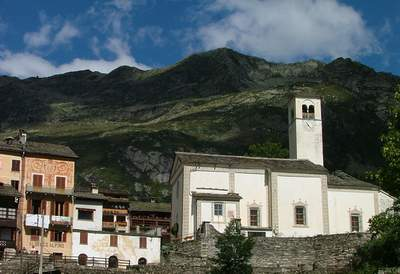
Kirche im Ortsteil Rima

Rima San Giuseppe (der obere Ortsteil Rima Arimmu im Walserdialekt) ist eine aus den Ortsteilen Rima und San Giuseppe bestehende Fraktion der Gemeinde Alto Sermenza in der italienischen Provinz Vercelli (VC), Region Piemont. Bis Ende 2017 bildete sie eine selbständige Gemeinde mit 65 Einwohnern (Stand 31. Dezember 2016). Auf den 1. Januar 2018 fusionierte sie mit der bisherigen Nachbargemeinde Rimasco zur neuen Gemeinde Alto Sermenza.

## Geographie
Der frühere Gemeindehauptort San Giuseppe liegt 89 km von der Provinzhauptstadt Vercelli entfernt auf einer Höhe von 975 m über dem Meeresspiegel, der früher eine selbständige Gemeinde bildende Weiler Rima auf 1471 m Höhe, zuhinterst im Sermenzatal.
Das Gemeindegebiet umfasste eine Fläche von 35,42 km². Die Nachbargemeinden waren Alagna Valsesia, Boccioleto, Carcoforo, Macugnaga, Mollia, Rimasco und Riva Valdobbia.

## Sprache
Im Ortsteil San Giuseppe ist die Umgangssprache seit alters Piemontesisch. Die Einwohner im oberen, heute nur noch im Sommer bewohnten Ortsteil Rima hingegen waren im Spätmittelalter aus Alagna eingewanderte deutschsprachige Walser. Ihre höchstalemannische Mundart ist im 20. Jahrhundert erloschen. Dokumentiert findet sie sich unter anderem im Sprachatlas der deutschen Schweiz und in den Gedichten von Pietro Axerio (1827–1905); teilweise verloren sind hingegen die Aufzeichnungen von Clara Stockmeyer.

## Sehenswürdigkeiten
In Rima San Giuseppe gibt es ein Museum (Casa del marmo oder auch Museo del Marmo Artificiale) mit einer Ausstellung über Kunstmarmor. Dabei handelt es sich um echtem Marmor täuschend ähnlich ausgeführte Gipsarbeiten, für welche die Bevölkerung des Tales einst berühmt war und die sie bis nach Deutschland, Frankreich, Skandinavien und Osteuropa brachte.

## Persönlichkeiten
- Antonio De Toma (1821–1895), Industrieller aus San Giuseppe
- Pietro Della Vedova (1831–1898), Architekt und Bildhauer
- Pietro Axerio oder Piaru van d’ Piazu (1827–1905), Unternehmer sowie Dichter im walserdeutschen Dialekt von Rima